# Esther Rommel
E.A.S. (Esther) Rommel (Beverwijk, 27 november 1965) is een Nederlandse fiscaal juriste en politica van de VVD. Sinds 17 juni 2019 is zij lid van de Gedeputeerde Staten van Noord-Holland.

## Biografie

### Opleiding en loopbaan
Rommel ging tot 1985 naar het vwo aan het Bonhoeffer College en behaalde in 1986 haar propedeuse in het Nederlands recht aan de Rijksuniversiteit Leiden. In 1987 volgde zij een opleiding tot luchtverkeersleider aan de Rijksluchtvaartschool. In 1991 behaalde zij haar doctoraal in fiscaal recht aan de Rijksuniversiteit Leiden.
In 2000 volgde Rommel een postdoctorale opleiding European Fiscal Studies aan de Erasmus Universiteit Rotterdam. Tot 2007 was zij werkzaam bij diverse adviesbureaus als belastingadviseur. Sindsdien als zelfstandig ondernemer. Zij is gecertificeerde trainer bij de Haya van Somerenstichting. 

### Politieke loopbaan
Rommel was van 1998 tot 2000 gemeenteraadslid van Heiloo. Van 1999 tot 2003, van 2015 tot 2019 en in 2023 was zij Statenlid van Noord-Holland. Sinds 2019 is zij gedeputeerde van Noord-Holland. Van 2019 tot 2023 was zij dat op de portefeuille Natuur en landschap, Grond en Bodemdaling. Bij de Provinciale Statenverkiezingen 2023 was ze lijsttrekker van de VVD in Noord-Holland. Vanaf 2023 is Esther Rommel gedeputeerde voor ruimtelijke ordening, economie, Schiphol, havens, industrie, arbeidsmarkt, onderwijs, recreatie, toerisme, financiën, subsidies en grondzaken.